# Casa Cucurella
La casa Cucurella és un edifici dels Hostalets de Pierola (Anoia) inclòs a l'Inventari del Patrimoni Arquitectònic de Catalunya.

## Descripció
És una casa entre mitjaneres de planta baixa i dos pisos. A la planta baixa hi ha decoració d'esgrafiats i un sòcol de pedra connectat amb el del casal Català, edifici que està al costat. La planta baixa està quasi tota ocupada per una gran porta. Les façanes de les plantes superiors estan esgrafiades i tenen grans obertures (balcó corregut a la primera planta i galeria coberta i baranes de fusta a la planta segona). Destaca el gran ràfec sustentat per elements de fusta recolzats en un gran dintell també de fusta. Donada la no alineació del carrer s'ha de remarcar la solució d'unió amb els edificis veïns com el sòcol de pedra coronant per uns gerros a la planta baix i paraments estucats a les altres dues plantes.

## Història
Els promotors de l'edifici eren ebenistes i tenien diversos terrenys en els carres Isidre Vallés i mestre Lladós. Segons un capbreu del 1731 aquesta família era propietària del mas Olivers, un dels tres masos que posseïen la totalitat del terreny on s'edificaren els Hostalets de Pierola. Aquest mas formava part de la quadra del Malcavaller i era sotmès al domini territorial de l'abat de Montserrat i jurisdiccional del senyor de Pierola.
La casa Cucurella va ser construïda al mateix temps que el Casal Català dels Hostalets de Pierola. És un edifici modernista i noucentista dels Hostalets de Pierola (C/ Isidre Vallès, 28) edificat l'any 1926 amb el Casal Català (que va obrir les portes durant la Festa Major amb un gran ball de gala per a l'ocasió).
Projectat per Josep Goday per ordre d’Enric Cucurella, construïda per la seva filla petita, el que més destaca són els esgrafiats (fets per Ferran Serra Sala el 1933) a part del ràfec de fusta i el sòcol de pedra amb elements de terra cuita.